# Atletismo nos Jogos Pan-Americanos de 1987 - 20 km marcha atlética masculina
A prova dos 20 km da marcha atlética masculina nos Jogos Pan-Americanos de 1987 foi realizada em 10 de agosto em Indianápolis, Estados Unidos.

## Medalhistas
| Ouro                         | Prata                        | Bronze                       |
| Carlos Mercenario MEX México | Tim Lewis USA Estados Unidos | Querubín Moreno COL Colômbia |

## Final
| Posição           | Nome               | Nacionalidade      | Tempo   | Notas |
| ----------------- | ------------------ | ------------------ | ------- | ----- |
| Medalha de ouro   | Carlos Mercenario  | MEX México         | 1:24:50 | PR    |
| Medalha de prata  | Tim Lewis          | USA Estados Unidos | 1:25:50 |       |
| Medalha de bronze | Querubín Moreno    | COL Colômbia       | 1:27:08 |       |
| 4                 | Carlos Ramones     | VEN Venezuela      | 1:29:36 |       |
| 5                 | Carl Schueler      | USA Estados Unidos | 1:29:53 |       |
| 6                 | Santiago Fonseca   | HON Honduras       | 1:30:48 |       |
| 7                 | José Víctor Alonzo | GUA Guatemala      | 1:31:19 |       |
| 8                 | Paul Turpin        | CAN Canadá         | 1:33:58 |       |
| 99                | Ernesto Canto      | MEX México         | DNF     | [ 2 ] |